# (11171) 1998 FB42
A (11171) 1998 FB42 a Naprendszer kisbolygóövében található aszteroida. A LINEAR projekt keretében fedezték fel 1998. március 20-án.

## Kapcsolódó szócikk
- Kisbolygók listája (11001–11500)